# Sheila Fitzpatrick
Sheila Fitzpatrick (Melbourne, 4 de junho de 1941) é uma historiadora, pesquisadora e professor universitária australiana. 
É professora na Universidade de Sydney, com sua principal especialidade sendo a história da Rússia moderna. Antes disso, ensinou História Soviética na Universidade de Chicago.

## Biografia
Sheila Fitzpatrick frequentou a Universidade de Melbourne (onde concluiu o bacharelado em 1961) e recebeu seu doutorado no St. Antony's College, Oxford (1969) com uma tese intitulada The Commissariat of Education under Lunacharsky (1917-1921). Foi pesquisadora na London School of Slavonic e East European Studies, University College London, de 1969 a 1972.
Fitzpatrick é membro da Academia Americana de Artes e Ciências e da Academia Australiana de Humanidades. É também ex-presidente da Associação Americana para o Avanço dos Estudos Eslavos. Em 2002, recebeu um prêmio da Fundação Mellon por seu trabalho acadêmico. De setembro de 1996 a dezembro de 2006, Fitzpatrick foi coeditora do Journal of Modern History, ao lado de John W. Boyer e Jan E. Goldstein.
Passou 50 anos morando fora da Austrália. Isso incluiu períodos no Reino Unido, União Soviética no período da Guerra Fria e, finalmente, 20 anos nos Estados Unidos. Voltou para a Austrália em 2012.
Fitzpatrick é filha do escritor australiano Brian Fitzpatrick. Ela ganhou a Medalha Magarey 2012 por seu livro de memórias, My Father's Daughter: Memories of an Australian Childhood. Além de sua pesquisa, ela toca violino em orquestras e grupos de música de câmara.

## Pesquisa
A pesquisa de Fitzpatrick tem como foco a História social e cultural do período stalinista, particularmente sobre aspectos da identidade social e da vida cotidiana. Atualmente, ela está se concentrando nas mudanças sociais e culturais na Rússia Soviética dos anos 1950 e 1960.
Em seus primeiros trabalhos, Sheila Fitzpatrick se concentrou no tema da mobilidade social, sugerindo que a oportunidade que a classe trabalhadora teve de se elevar socialmente e se tornar uma nova elite foi fundamental para legitimar o regime soviético durante o período stalinista. Apesar de sua brutalidade, o stalinismo como cultura política teria alcançado os objetivos da revolução democrática. O centro das atenções estava sempre voltado para as vítimas dos expurgos, e não para os seus beneficiários, observou a historiadora. Assim, como consequência do "Grande Expurgo ", milhares de trabalhadores e comunistas que tiveram acesso aos colégios técnicos durante o primeiro plano quinquenal receberam promoções na indústria, governo e na liderança do Partido Comunista da União Soviética.
De acordo com Fitzpatrick, a "revolução cultural" do final dos anos 1920 e os expurgos que abalaram as comunidades científica, literária, artística e industrial são em parte explicados como uma forma de luta de classes contra executivos e burgueses intelectuais. Os homens que ascenderam na década de 1930 tiveram um papel ativo no processo de expurgo dos ex-líderes que impediram sua própria promoção, e a "Grande Virada" encontrou suas origens em iniciativas de base, e não em decisões da cúpula. Nesta visão, a política stalinista foi baseada em forças sociais e ofereceu uma resposta ao radicalismo popular, o que permitiu a existência de um consenso parcial entre o regime e a sociedade na década de 1930.

## Debates historiográficos
Fitzpatrick foi a líder da segunda geração de "historiadores revisionistas". Ela foi a primeira a chamar o grupo de historiadores que trabalhava com História Soviética nos anos 1980 de "uma nova coorte de historiadores".
Fitzpatrick defendeu uma história social que não tratasse das questões políticas, em outras palavras, que aderisse estritamente a um ponto de vista "de baixo", das massas populares. Isso se justificava pela ideia de que a universidade estava fortemente condicionada a ver tudo através do prisma do Estado: "os processos sociais não relacionados à intervenção do Estado estão virtualmente ausentes da literatura". Fitzpatrick não negou que o papel do Estado na mudança social na década de 30 era enorme. No entanto, ela defendeu a prática da história social "sem política", mesmo que a maioria dos jovens "revisionistas" não quisesse separar a história social da URSS da evolução do sistema político.
Fitzpatrick explicou na década de 1980, quando o "modelo totalitário" ainda era amplamente usado, que "foi muito útil mostrar que o modelo tinha um viés inerente e não explicava tudo sobre a sociedade soviética. Agora, enquanto uma nova geração de acadêmicos considera às vezes como evidente que o modelo totalitário foi completamente equivocado e prejudicial, talvez seja mais útil mostrar que havia certas coisas sobre a companhia soviética que ele explicou muito bem".

### Livros
- The Commissariat of Enlightenment: Soviet organization of education and the arts under Lunacharsky, 1917–1921. [S.l.: s.n.]
- (ed.) Cultural Revolution in Russia, 1928–1931. Indiana University Press, 1978.
- Education and Social Mobility in the Soviet Union, 1921–1932. Cambridge University Press, 1979.
- The Russian Revolution. Oxford University Press, 1st ed., 1982/3; 2nd revised ed. 1994; 3rd revised ed. 2007. ISBN 978-0-19-923767-8
- (ed with Alexander Rabinowitch) Russia in the Era of NEP: Explorations in Soviet Society and Culture. Indiana University Press, 1991
- The Cultural Front. Power and Culture in Revolutionary Russia. Cornell University Press, 1992.
- Stalin's Peasants: Resistance and Survival in the Russian Village after Collectivization. Oxford University Press, 1994.
- (ed. with Robert Gellately). Accusatory Practices: Denunciation in Modern European History, 1789–1989. University of Chicago Press, 1997.
- Everyday Stalinism: Ordinary Life in Extraordinary Times: Soviet Russia in the 1930s. Oxford University Press, 1999. ISBN 0-19-505001-0
- (ed. with Yuri Slezkine). In the Shadow of Revolution: Life Stories of Russian Women from 1917 to the Second World War. Princeton, 2000.
- (ed.) Stalinism: New Directions. Routledge, 2000.
- Tear off the Masks! Identity and Imposture in Twentieth-Century Russia.  Princeton University Press, 2005.
- Political Tourists: Travellers from Australia to the Soviet Union in the 1920s–1940s. Eds. Sheila Fitzpatrick and Carolyn Rasmussen. Melbourne University Press, 2008. ISBN 0-522-85530-X
- My Father's Daughter. [S.l.: s.n.] 2010. ISBN 9780522857474. OCLC 506020660
- A Spy in the Archives. Melbourne University Press, 2013.
- On Stalin’s Team: The Years of Living Dangerously in Soviet Politics. Princeton University Press, 2015.

### Artigos
- "Ascribing Class: The Construction of Social Identity in Soviet Russia," The Journal of Modern History 65:4 (1993)
- "Vengeance and Ressentiment in the Russian Revolution," French Historical Studies 24:4 (2001)
- “Politics as Practice: Thoughts on a New Soviet Political History,” Kritika 5:1 (2004)
- “Happiness and Toska: A Study of Emotions in 1930s Russia,” Australian Journal of Politics and History 50:3 (2004)
- “Social Parasites: How Tramps, Idle Youth, and Busy Entrepreneurs Impeded the Soviet March to Communism,” Cahiers du monde russe et soviétique 47:1–2 (2006).
- “The Soviet Union in the 21st Century,” Journal of European Studies* 37:1 (2007)
- "A Spy in the Archives." London Review of Books [Online] vol. 32 no. 23 pp. 3–8. (2010)

### Resenhas de livros
| Ano  | Artigo de revisão                                                                                                  | Trabalho (s) revisado (s)                                                                  |
| ---- | --- | ------------------------------------------------------------------------------------------ |
| 2014 | Fitzpatrick, Sheila (Sep 2014). " 'One of us': the spy who relished depection". Australian Book Review. 364: 27-28 | Macintyre, Ben (2014). A Spy among friends: Kim Philby and the great betrayal. Bloomsbury. |